# ولگلا
ولگلا (به لاتین: Velgalla) یک منطقهٔ مسکونی در سری‌لانکا است که در استان جنوبی (سری‌لانکا) واقع شده‌است.